# 小型天文衛星2號
小型天文衛星2號（Small Astronomy Satellite 2）是一架美國太空總署的伽馬射線望遠鏡，於1972年11月15日發射升空，進入近地點 443公里、遠地點632公里的低地球軌道。小型天文衛星2號於1973年6月8日完成了觀測任務。